# Rue de Brissac
La rue de Brissac est une voie du 4e arrondissement de Paris, en France.

## Situation et accès
La rue de Brissac est une voie publique située dans le 4e arrondissement de Paris. Elle débute au 10, boulevard Morland et se termine au 5, rue Crillon.

## Origine du nom
Elle a reçu en 1844 le nom de Charles II de Cossé, comte puis duc de Brissac, maréchal de France après avoir remis les clés de Paris à Henri IV le 22 mars 1594, alors qu'il était gouverneur de la ville.

## Historique
Projetée par une ordonnance du 21 septembre 1841, la voie est finalement ouverte en 1843, en même temps que la rue Crillon et la rue Mornay sur les terrains appartenant au domaine de l'État, et provenant de l'ancien enclos de l'Arsenal, pour desservir le grenier de réserve.
Elle a pris sa dénomination actuelle en vertu d'une ordonnance royale du 5 août 1844.